# Antiparallelität (Biochemie)
Antiparallelität ist in der Molekularbiologie, Genetik und Biochemie die Beschreibung für gegenläufige Orientierungen von zwei Teilbereichen eines Biopolymers.

## Genetik
Im Bereich der Genetik und Biochemie bezieht sich der Begriff oft auf die Orientierung einer Ribonukleinsäure (RNA) oder einer Desoxyribonukleinsäure (DNA). Bei einer doppelsträngigen (ds) DNA sind die beiden Stränge antiparallel orientiert, der eine in 5′→3′-Richtung und der komplementäre in 3′→5′-Richtung.
Die Synthese von Nukleinsäuren unter katalytischer Wirkung der Polymerasen erfolgt schrittweise durch Anfügen eines Monomers, des aktivierten Nukleotids, an das 3′-Ende der anwachsenden Kette des Oligo- oder Polynukleotids (eines Polymers). Dabei reagiert jeweils die freie OH-Gruppe (Hydroxygruppe) in 3′-Position der endständigen Desoxyribose (bei DNA) beziehungsweise Ribose (bei RNA) mit dem Phosphatrest des Nukleosidtriphosphats (dNTP bzw. NTP) unter Abspaltung von Pyrophosphat. Durch die gebildete Phosphodiester-Bindung wird dieses Nukleotid angeknüpft. Die von DNA- oder RNA-Polymerasen katalysierte Polymerisation schreitet so in 3′-Richtung fort. Die Syntheserichtung eines DNA- oder RNA-Stranges ist also 5′→3′.
Es gibt RNA- und DNA-Polymerasen, die unabhängig von einer Vorlage aktiv sind, so etwa die Poly(A)-Polymerase oder die Desoxyribonukleotidyltransferase. Doch die Weitergabe und Wiedergabe von genetischer Information erfordert Polymerasen, deren enzymatische Aktivität von einer Vorlage abhängig ist und die beim Aufbau eines neuen Nukleinsäurestranges einen anderen vorliegenden Nukleinsäurestrang als Matrize benutzen. An dem Matrizenstrang wird durch Basenpaarung ein komplementärer Strang mit der entsprechenden informationstragenden Sequenz bestimmter Nukleotide aufgebaut, der dann antiparallel läuft. Dem 5′→3′ synthetisierten Strang liegt dessen Matrize 3′→5′ gegenüber.
Von Matrizen vorliegender DNA abhängige Polymerasen sind beispielsweise die an der Replikation beteiligten DNA-Polymerasen; sie werden vor einer Kernteilung gebraucht, um insgesamt die DNA der Chromosomen zu verdoppeln (Duplikation) und die gespeicherte genetische Information an Tochterzellen weitergeben zu können. DNA-abhängig sind auch die an der Transkription beteiligten RNA-Polymerasen; sie werden gebraucht, um die genetische Information bestimmter DNA-Abschnitte in Form von RNA für die Zelle aktuell verfügbar zu machen. Genetische Information für die Proteinbiosynthese wird in Form von mRNA (Boten-RNA) vorgegeben; sie wird an Ribosomen abgelesen und übersetzt bei der Translation. Die Leserichtung hierbei ist 5′→3′.
Auch bei einer Ribonukleinsäure (RNA) sind Formationen antiparallel orientierter Stränge oder Strangabschnitte möglich. Sie treten hier ebenfalls infolge komplementär gepaarter Basen auf. So können infolgedessen zum Beispiel Haarnadelstrukturen als Sekundärstrukturen eines RNA-Einzelstrangs gebildet werden, indem sich Abschnitte innerhalb des Strangs durch Basenpaarung aneinanderlagern und einen Bereich mit doppelsträngiger Formation ausbilden, den sogenannten Stamm-Bereich; ein dazwischen liegender einzelsträngiger Abschnitt bildet dann eine sogenannte Schleife.
Antiparallelität ist, bezogen auf Nukleinsäuren, in der Regel die Folge von komplementären Basenpaarungen zwischen verschiedenen Strängen oder unterschiedlichen Abschnitten eines einzelnen Strangs. Sie kann sowohl in DNA- wie RNA-Strängen auftreten als auch bei zwei Strängen von DNA/DNA, DNA/RNA oder RNA/RNA.

## Proteine
Bei Proteinen wird der Begriff bei antiparallelen β-Faltblatt-Domänen verwendet und bezieht sich auf die Aminosäuresequenz, die konventionell vom Amino-Terminus zum Carboxyl-Terminus definiert ist. Das bedeutet, der eine Bereich des gegenläufigen β-Faltblatts ist Amino-Carboxyl-terminal angeordnet, der gegenüber liegende Carboxyl-Amino-terminal orientiert.